# Drecht en Vecht
Drecht en Vecht is een voormalig Nederlands waterschap, ontstaan in 1979 en in 1990 opgegaan in het waterschap Amstel en Vecht, dat in 1997 opging in Amstel, Gooi en Vecht.
Het waterschap Drecht en Vecht ontstond door de samenvoeging van de voormalige waterschappen (niet chronologisch):
- Aetsveldse polder 1873-1979
  - Binnenaetsveldse of Bagijnenpolder 1766-1873
  - Overaetsveldse polder 1725-1873
  - Romolen- of Borrelandse polder 1822-1873
- Waterschap Bijlmer 1967-1979
  - Heemraadschap de Bijlmermeer 1622-1967
  - Gein- en Gaasperpolder 1836-1967
  - Groot-Duivendrechtse polder 1628-1967
  - Holendrechter en Bullewijkerpolder
  - Klein-Duivendrechtse en Binnen-Bullewijkerpolder 1751-1880
  - Nieuwe Bullewijk 1815-1866
  - Nieuwe Bullewijkerpolder 1910-1967
  - Oostbijlmer polder 1722-1966
  - Venserpolder of Bovenrijkersloterpolder 1751-1966
  - West-Bijlmer en Klein-Duivendrechtse polder 1879-1967
  - West-Bijlmer en Laanderpolder 1639-1879
- Binnendijkse- Overscheense, Berger- en Meentpolder 1795-1978
- Blijkpolder 1708-1974
- Bloemendalerpolder 1659-1978
- Bovenkerkerpolder 1764-1978
- Buitendijken tussen Naarden en Muiderberg 1815-1978
- Diemerdammerpolder
- Diemerpolder 1641-1979
- Gemeenschapspolder 1707-1978
- Gooise zomerkade 1633-1928, 1927-1978
- Heemraadschap van de Amstel en de Nieuweramstel 1520-1907
- Hilversumse Bovenmaat en Bijvang 1698-1928
- Hollands-Ankeveense polder, Heintjesrak en Broekerpolder
- Hondswijkerpolder 1686-1877
- Horn- en Kuijerpolder 1915-1979
- Hornpolder 1707-1915
- Horstermeerpolder 1612-1980
- Kalslagerpolder 1818-1974
- Keverdijkse en Overscheense polder 1857-1978
- Keverdijkse en Reaalpolder 1719-1877

- Kortenhoefsepolder 1612-1978
- Kuijerpolder 1746-1915
- Meeruiterdijkse polder, Uitermeerdijkse of Pruthpolder 1758-1979
- Middelpolder noordelijk gedeelte 1870-1892, onder Amstelveen 1821-1978 en zuidelijk gedeelte 1860-1884
- Nesse- Spijker- en Binnenlandsepolder 1759-1878
- Nieuwe Keverdijksche polder 1876-1978
- Noorderlegmeer- en Thamerpolder 1970-1979
- Noorderlegmeerpolder 1874-1970
- Noordpolder beoosten Muiden 1670-1978
- Overdiemerpolder 1881-1979
- Polder de Ronde Hoep 1637-1978
- School- en Hopmanspolder 1663-1870
- Spiegel- en Blijkpolder 1974-1979
- Spiegelpolder 1779-1974
- Stichts-Ankeveense polder 1813-1979
- Thamerbinnenpolder (excl.deel in Haarlem) 1765/1936-1970
- Uithoornse en Kalslagerpolder 1974-1979
- Uithoornsepolder (excl.deel in Haarlem) 1820-1974
- Zuider Legmeerpolder 1878-1978
- Zuidpolder beoosten Muiden 1847-1978
- Zuidpolder onder Muiden 1848-1885

## Wapen
Op 4 juli 1980 verzocht het bestuur van het waterschap om een wapen. Het ontwerp bevatte het wapen van de Heren van Amstel, wier kasteel op het grondgebied van het waterschap heeft gestaan. Overige elementen waren krukkenvair, als symbool voor de voormalige laagveenontginning en een herinnering aan de visserij, aangezien de visserijrechten in de Middeleeuwen herhaaldelijk voor problemen hebben gezorgd tussen de graven van Holland en de bisschoppen van Utrecht.